# Anna Salome von Manderscheid-Blankenheim
Anna Salome von Manderscheid-Blankenheim (* 12. Dezember 1628; † 15. März 1691) war von 1648 bis 1688 Äbtissin des Frauenstifts Thorn sowie von 1688 bis zu ihrem Tod Äbtissin des Stifts Essen.

## Leben
Anna Salome erhielt 1640, gemeinsam mit ihrer drei Jahre jüngeren Schwester Clara Elisabeth von Manderscheid-Blankenheim, Präbenden im Stift Thorn, wenige Jahre später auch in Essen. Dass sie bereits acht Jahre nach ihrem Eintritt in das Stift und im Lebensalter von erst zwanzig Jahren in Thorn zur Äbtissin gewählt wurde, war nicht nur eine Folge dessen, dass die Familie der Grafen von Manderscheid und verwandte Familien die Mehrzahl der Präbenden hielt, sondern lag auch an Anna Salomes persönlichem Einfluss und ihrer Befähigung. Anna Salome war eine für die damalige Zeit sehr gebildete Frau, die eine private Bibliothek von über 100 Büchern hinterließ. Die Liste umfasst Bücher zu politischen, juristischen, geographischen, historischen und sogar medizinischen Titeln. Anna Salome regierte in ihren Stiften selbst, wobei sie sogar eigenhändig juristische Schriftsätze für das Essener Stift verfasste.